# Groenlo
Groenlo ou Grolle (Grol ou Grolle en Bas-saxon) est une ville d'environ 10 000 habitants dans la commune de Oost Gelre dans la région de l'Achterhoek, située dans la province de Gueldre à l'est des Pays-Bas près de la frontière allemande.

## Histoire
Groenlo fut fondée au début du VIIe siècle et elle reçut ses statuts de ville des mains du comte Renaud Ier de Gueldre en 1277. La ville occupait une position stratégique sur la route commerciale avec Allemagne, elle fut renforcée et assiégée plusieurs fois, notamment durant la période de la guerre de Quatre-Vingts Ans.
En 1595, Maurice de Nassau durant la guerre de Quatre-Vingts Ans a mené un siège pour prendre la ville mais a dû renoncer. Il est revenu en 1597 et a réussi cette fois à enlever la ville.
Le siège de Groenlo, mené par le marquis de Spinola, chef des armées espagnoles de Flandre, en 1606 et la reprise de 'Grol' pour Les Provinces Unies, après le siège de 1627 mené par Frédéric-Henri d'Orange-Nassau sont les incidents militaires les plus marquants dans l'histoire de Groenlo. Ces événements militaires de 1627 sont écrits par Hugo de Groot dans sa pièce Obsidio Grollae, et Joost van den Vondel illustre cette victoire dans toute sa splendeur dans un hymne de 782 vers.
En 2005, la commune de Lichtenvoorde a été rattachée à Groenlo. Depuis le 20 mai 2006, le nom de cette nouvelle commune créée est Oost Gelre.

## Industrie
La bière Grolsch a d'abord été brassée à Groenlo depuis 1615. Le nom Grolsch signifie l'origine de Grol.

## Culture
- Le Slag om Grolle (Bataille de Grolle) est une reconstitution historique du siège de 1627 durant la guerre de 30 ans[1], qui se tient tous les deux ans, durant trois jours et rassemble des participants venus de plusieurs pays du monde. C'est une des reconstitutions historiques qui regroupe le plus d'intervenant en Europe.

## Personnalités liées à la commune
- Daan Rots (2001-), footballeur né à Groenlo.

## Galerie

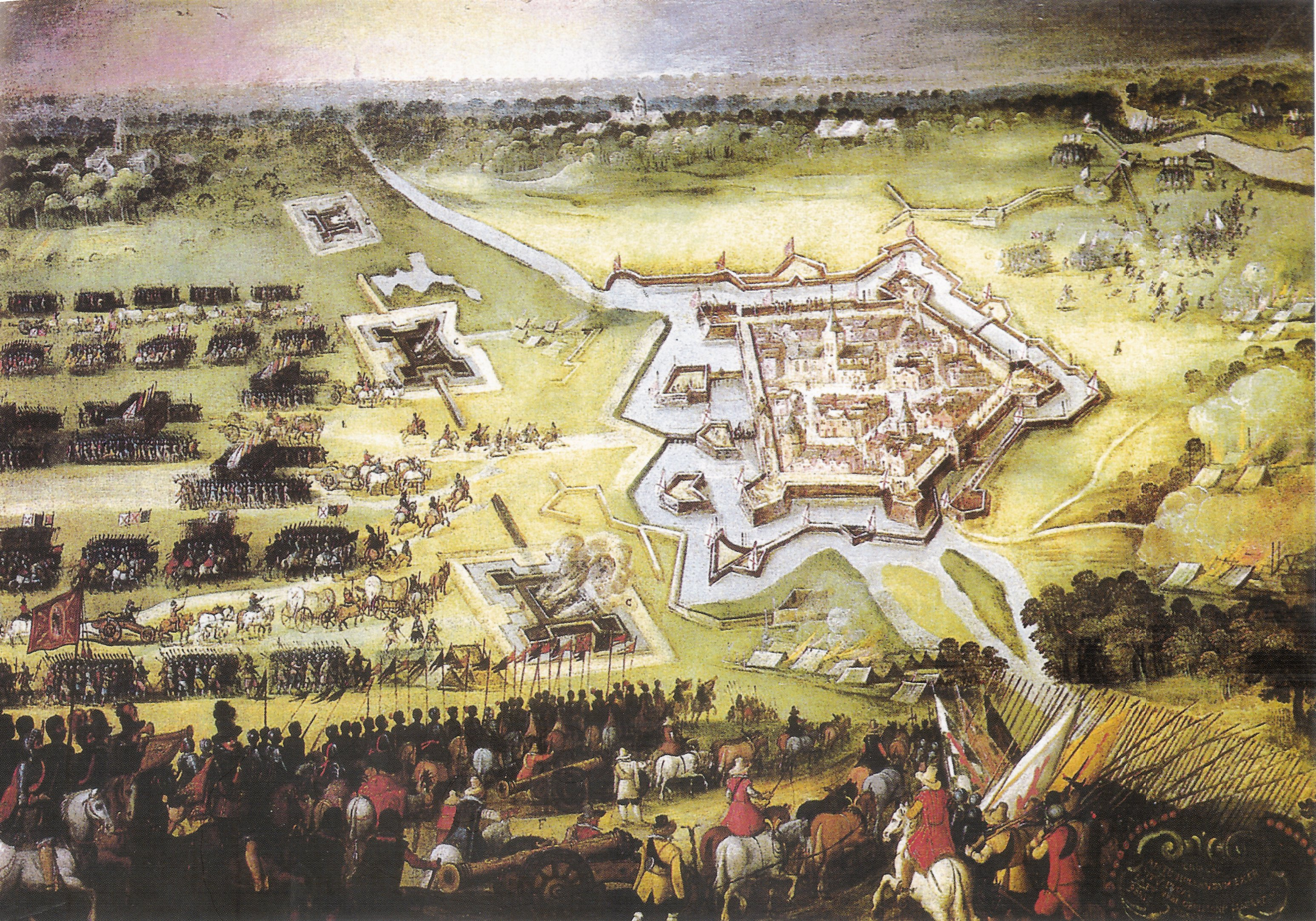
Siège par Spinola le 9 novembre 1606, par Peeter Snayers.
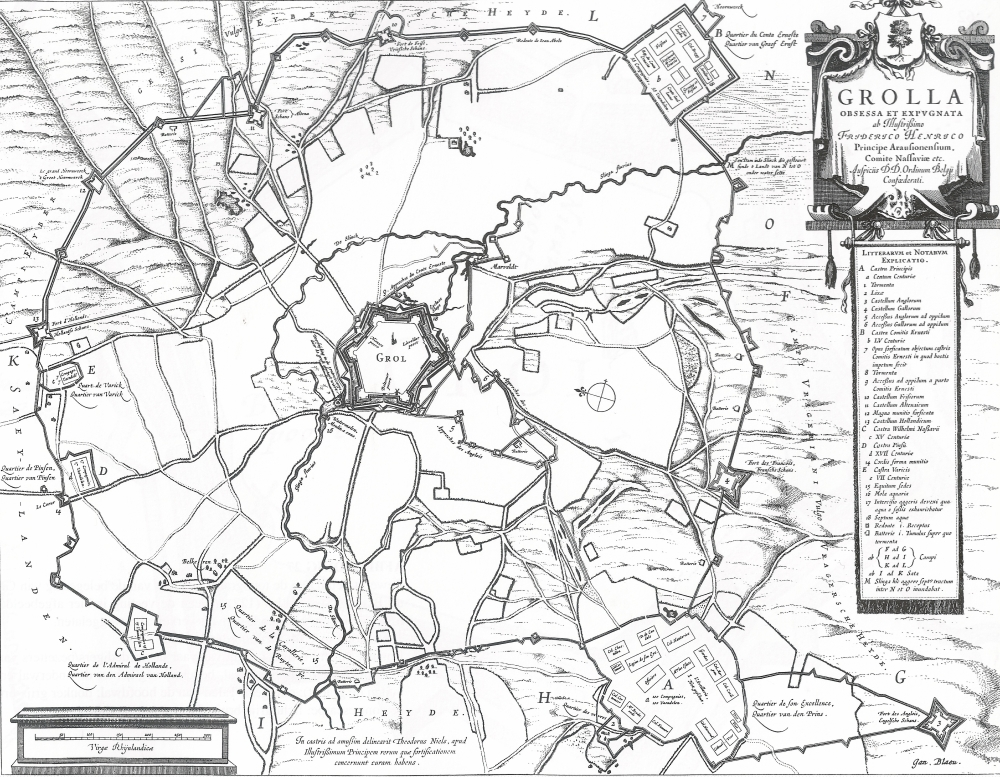
Siège de Groenlo en 1627 ; carte de J.Blaeu.